# 田口耕三
田口 耕三（たぐち こうぞう、1928年8月11日 - ）は日本の脚本家。東京都中央区京橋出身。

## 経歴
生家は、祖父が当時京橋にあった大根河岸と呼ばれる青果市場に構えていた問屋を経営していた。子供の頃からその祖父に連れられて歌舞伎や新派の芝居を観に行き、その舞台裏までも見聞き出来たという。暁星中学校に在学した後、海軍兵学校舞鶴校に77期として入学。海軍兵学校入学後約半年で太平洋戦争の終戦を迎える。慶應義塾大学文学部仏文科卒業後1951年に大映に入社しプロデューサーや脚本を担当。大映倒産前にフリーとなりテレビドラマを中心に活躍。その後逸見稔が立ち上げた創作作家集団SHP・葉村彰子を柴英三郎、大西信行、櫻井康裕らと担当。